# Louis Zorich
Louis Zorich (* 12. Februar 1924 in Chicago, Illinois; † 30. Januar 2018 in New York City, New York) war ein US-amerikanischer Schauspieler.

## Leben
Zorich wuchs als Sohn jugoslawischer Einwanderer auf. Er besuchte die Roosevelt University und absolvierte eine Schauspielausbildung an der Goodman Theater School of Drama in Chicago. Seine Karriere begann er als Theaterschauspieler in Kanada, seit Beginn der 1960er Jahre arbeitete er erfolgreich am Broadway und Off-Broadway. Sein Broadway-Debüt hatte er 1960 an der Seite von Laurence Olivier und Anthony Quinn in Jean Anouilhs Becket. Später war er unter anderem in Produktionen von Dantons Tod, Moby-Dick sowie an der Seite von Dustin Hoffman und John Malkovich in Tod eines Handlungsreisenden zu sehen. 1969 war er für seine Darstellung in Hadrian VII. für den Tony Award nominiert, 1976 erhielt er eine Drama-Desk-Award-Nominierung für They Knew What They Wanted.
Kleinere Filmrollen hatte Zorich unter anderem 1968 neben Clint Eastwood in Coogans großer Bluff und 1971 in Anatevka. Später war er unter anderem in Die Muppets erobern Manhattan und Zwei hinreißend verdorbene Schurken zu sehen, eine wirkliche Filmkarriere war ihm jedoch nicht vergönnt. Bekanntheit beim US-amerikanischen Fernsehpublikum erlangte er neben Gastauftritten in Fernsehserien wie Kojak – Einsatz in Manhattan, Spenser und Law & Order vor allem durch seine Rollen als Jules Berger in der Serie Brooklyn Bridge zwischen 1991 und 1993 sowie als Burt Buchman in Verrückt nach dir zwischen 1993 und 1999. Zudem war er Voice-over-Sprecher bei zahlreichen Werbespots tätig.
Zorich war von 1962 bis zu seinem Tod 2018 mit der Schauspielerin Olympia Dukakis verheiratet. Aus der Ehe gingen drei Kinder hervor.

## Filmografie (Auswahl)

### Film
- 1968: Coogans großer Bluff (Coogan’s Bluff)
- 1971: Anatevka (Fiddler on the Roof)
- 1971: Der verkehrte Sherlock Holmes (They Might Be Giants)
- 1973: Der Don ist tot (The Don is dead)
- 1974: Bei mir liegst du richtig (For Pete’s Sake)
- 1974: Auf eigene Gefahr (Newman’s Law)
- 1977: Jenseits von Mitternacht (The Other Side of Midnight)
- 1980: Das Grauen (The Changeling)
- 1984: Die Muppets erobern Manhattan (The Muppets Take Manhattan)
- 1986: Club Paradise
- 1988: Zwei hinreißend verdorbene Schurken (Dirty Rotten Scoundrels)
- 1989: Bluthunde am Broadway (Bloodhounds of Broadway)

### Fernsehen
- 1963: Preston & Preston (The Defenders)
- 1977: Kojak – Einsatz in Manhattan (Kojak)
- 1977: Mit Schirm, Charme und Melone (The New Avengers)
- 1986: Spenser (Spenser: For Hire)
- 1987: Der Equalizer (The Equalizer)
- 1990: Law & Order
- 1990: Columbo: Mord nach Termin (Agenda for Murder)
- 1991–1993: Brooklyn Bridge
- 1993–1999: Verrückt nach dir (Mad About You, 70 Folgen)

## Broadway (Auswahl)
- 1961: Becket
- 1965: Danton's Death
- 1965: The Odd Couple
- 1965: Moby Dick
- 1972: Hadrian VII
- 1976: Goodtime Charley
- 1984: Death of a Salesman
- 1993: The Marriage of Figaro
- 2003: 45 Seconds From Broadway

## Auszeichnungen
- 1969: Tony-Award-Nominierung für Hadrian VII
- 1976: Drama-Desk-Award-Nominierung für They Knew What They Wanted
- 1998: Screen-Actors-Guild-Award-Nominierung für Verrückt nach dir